# مات لامبسون
مات لامبسون (بالإنجليزية: Matt Lampson)‏ (6 سبتمبر 1989 بكليفلاند في الولايات المتحدة - ) هو لاعب كرة قدم أمريكي في مركز حراسة المرمى. لعب مع شيكاغو فاير وكولومبوس كرو وتشارلوت إندبنتنس وبيتسبورغ ريفرهوندز.

## وصلات خارجية
- مات لامبسون على موقع الدوري الأمريكي (الإنجليزية)
- مات لامبسون على موقع قاعدة بيانات كرة القدم.إي يو (الإنجليزية)
- مات لامبسون على موقع Soccerbase.com (لاعب) (الإنجليزية)
- مات لامبسون على موقع Soccerway.com (الإنجليزية)
- مات لامبسون على موقع عالم كرة القدم.نت (الإنجليزية)
- مات لامبسون على موقع AS.com (الإسبانية)